# Thập niên 90 TCN
Thập niên 90 TCN hay thập kỷ 90 TCN chỉ đến những năm từ 90 TCN đến 99 TCN.